# Simon Kane
Simon Kane (ur. 9 października 1967 roku w Sydney) – australijski kierowca wyścigowy.

## Kariera
Kane rozpoczął karierę w wyścigach samochodowych w 1989 roku od startów w Australian Drivers' Championship, gdzie dwukrotnie stawał na podium, a raz na jego najwyższym stopniu. Z dorobkiem 23 punktów uplasował się na piątej pozycji w klasyfikacji generalnej. Rok później w tej samej serii był już mistrzem. W późniejszych latach pojawiał się także w stawce Formuły 3000, Indonesian Grand Prix oraz A1 Grand Prix Australia GT support race.
W Formule 3000 Australijczyk został zgłoszony do dwóch wyścigów sezonu 1991 z włoską ekipą Motor Racing Di-Wheels. Jednak nie zakwalifikował się do żadnego wyścigu.